# Valet de cœur
Pour les articles homonymes, voir Valet de cœur (homonymie).
Le valet de cœur est une carte à jouer.

## Caractéristiques
Le valet de cœur fait partie des jeux de cartes utilisant les enseignes françaises. En France, on le retrouve dans les jeux de 32 cartes, de 52 cartes et de tarot. Un Valet et un Cœur, il s'agit d'une figure.
Son rang habituel est situé entre le dix de cœur et la dame de cœur. Il est généralement la plus faible des figures de cœur. Toutefois, comme pour les autres valets, certains jeux (comme la belote, l'euchre ou le Karnöffel (en)) peuvent promouvoir le valet de cœur au plus haut rang s'il s'agit d'un atout.
Dans les enseignes latines, son équivalent est le valet de coupe ; dans les enseignes allemandes, il s'agit de l'Unter de cœur (Herzunter) ; dans les enseignes suisses, il s'agit de l'Unter de rose (Rosenunder).

## Représentations

Valets de cœur
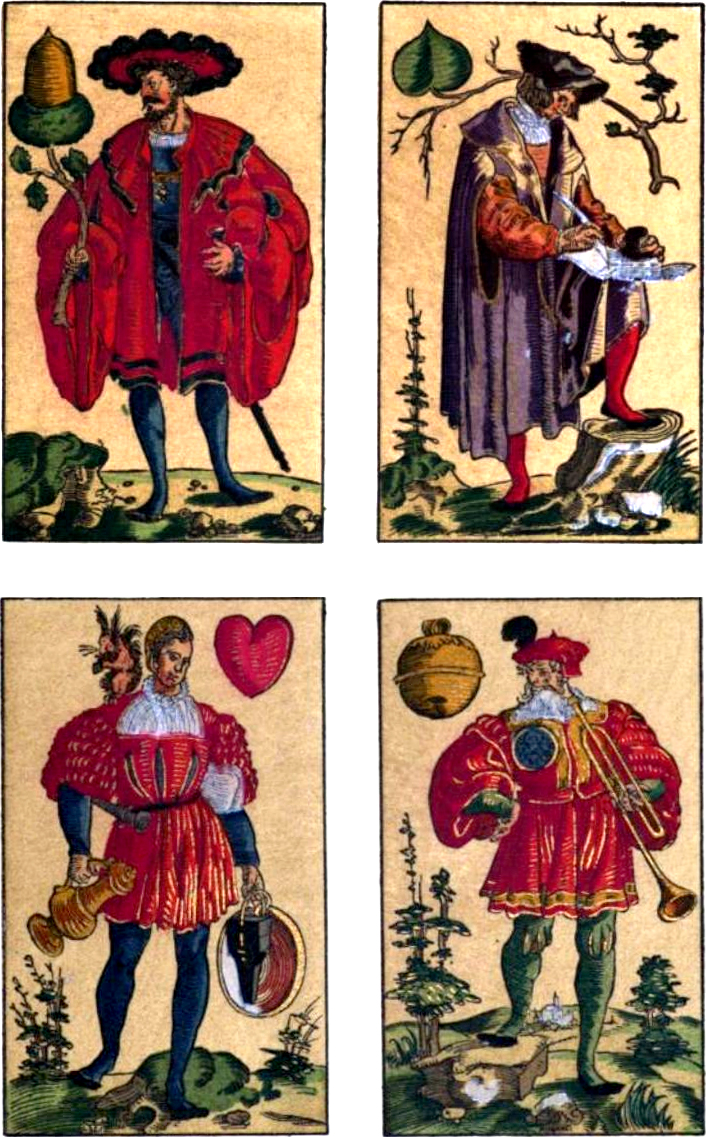
Carte d’un jeu allemand gravé en 1545 (en bas à gauche).
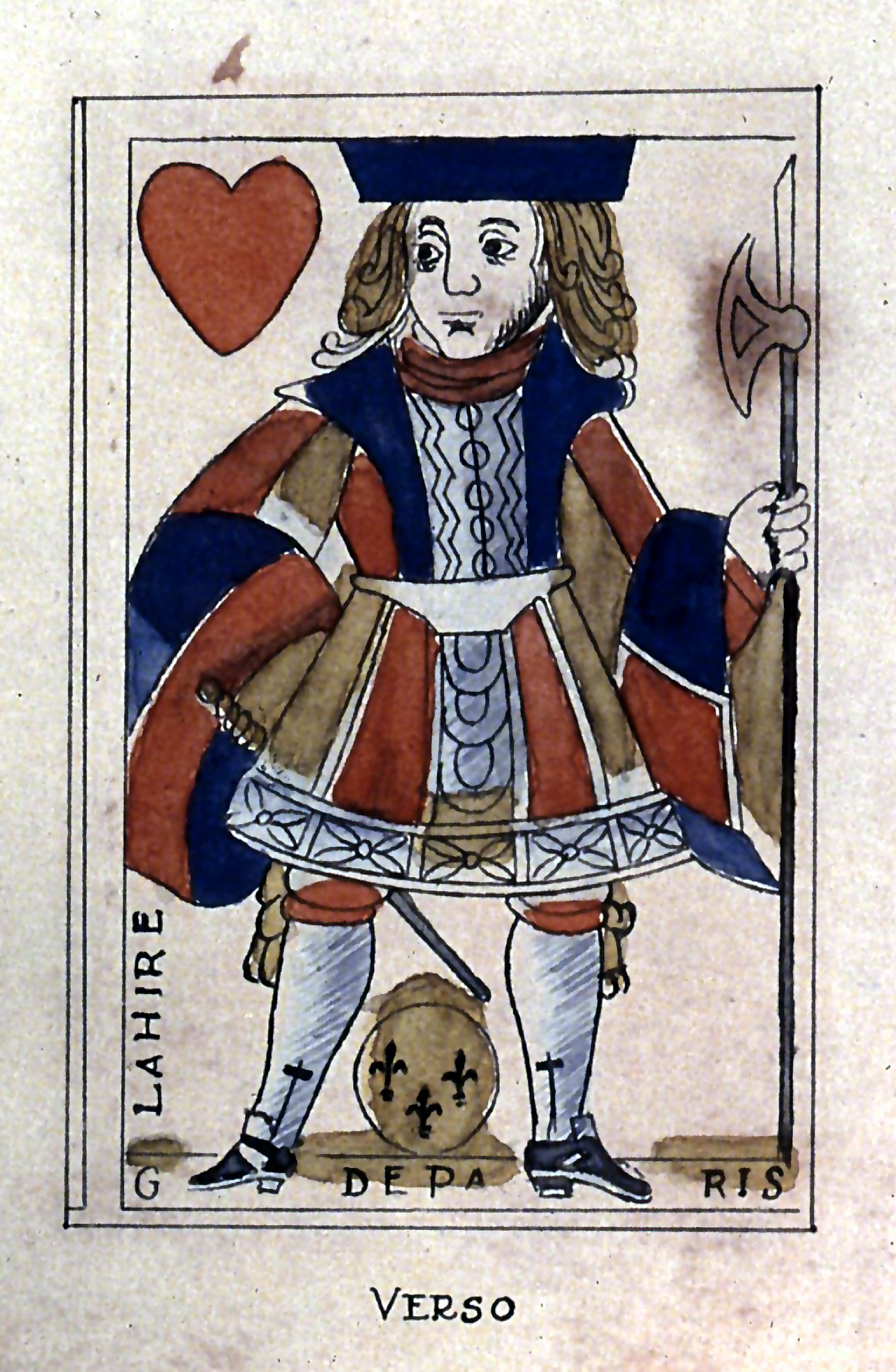
Carte ayant valeur de monnaie ; Québec, XVIIe siècle
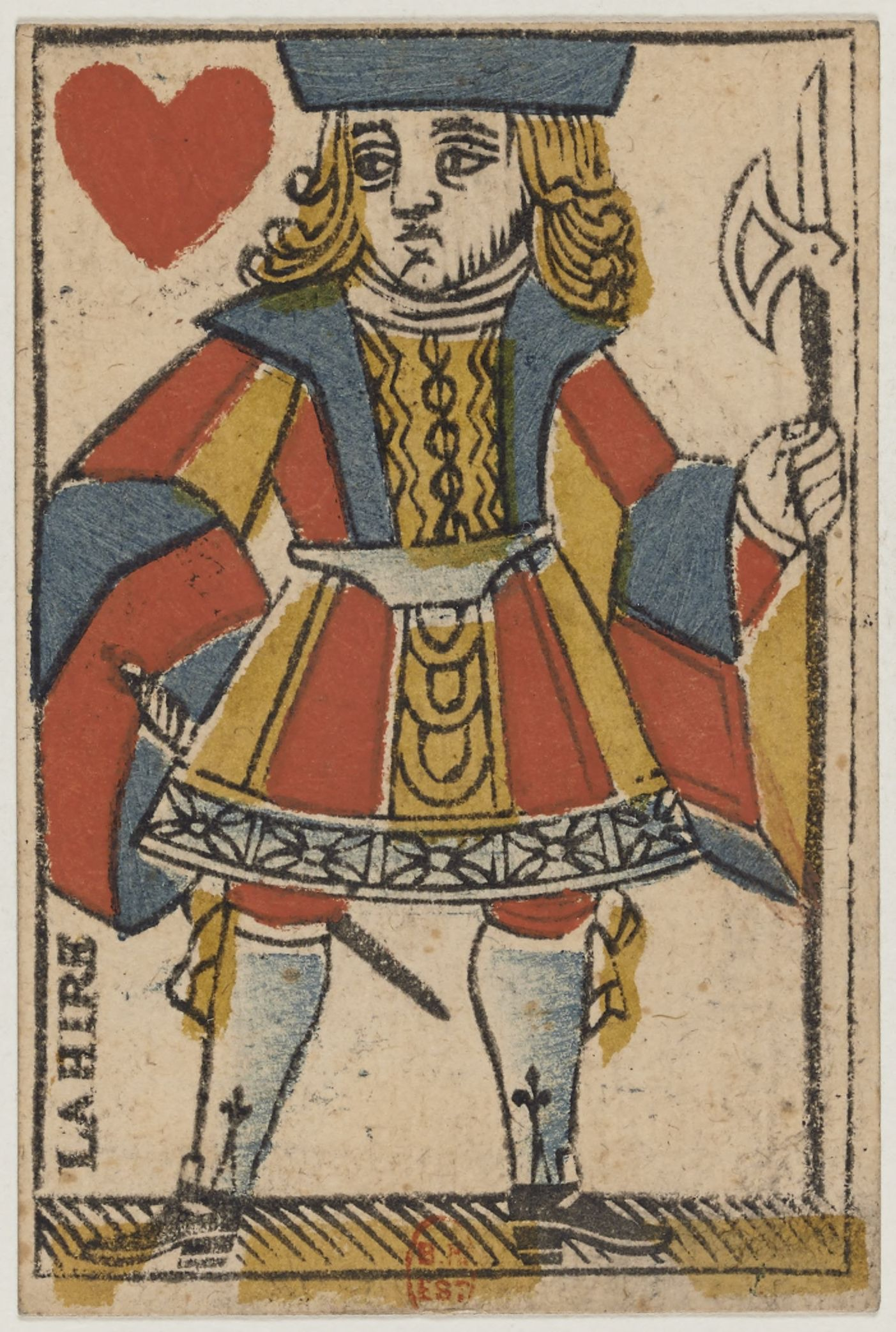
Carte d’un jeu au portrait de Paris - 1740-1751.
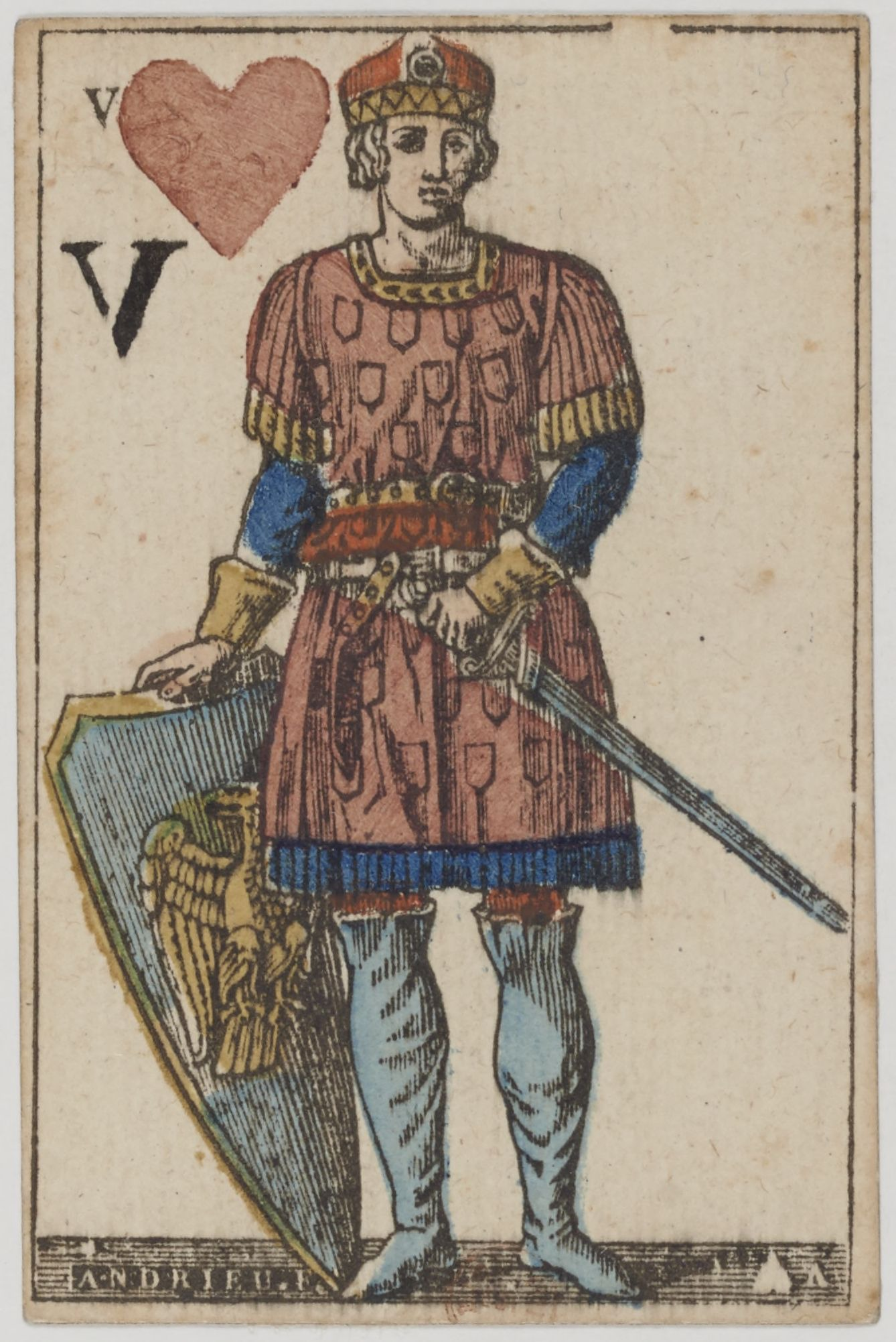
Carte d’un jeu du Premier Empire - 1810.
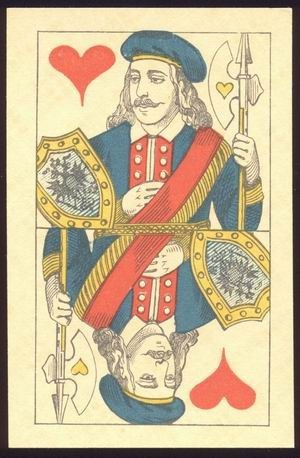
Carte russe - XIXe siècle.
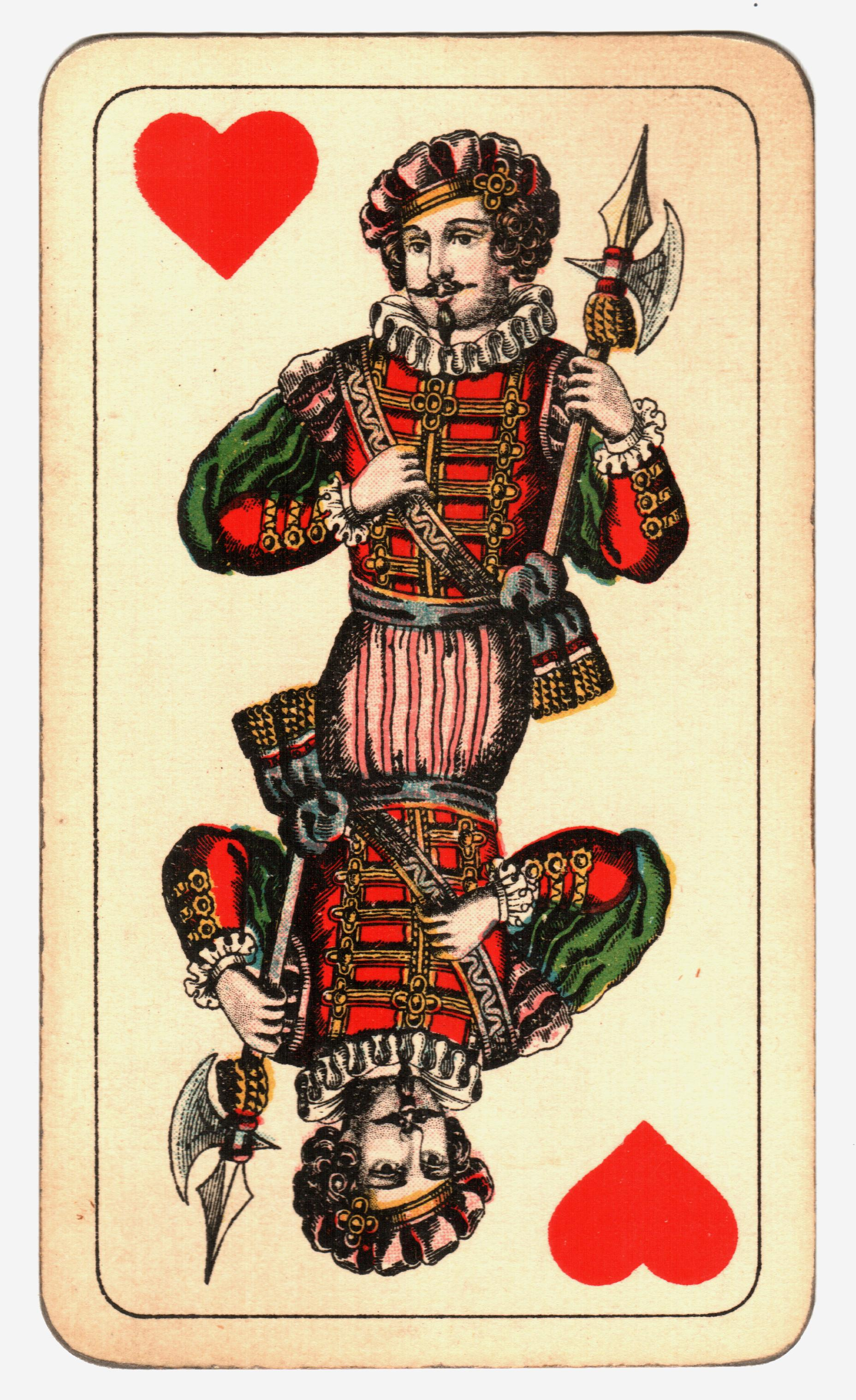
Carte hongroise du XIXe siècle.
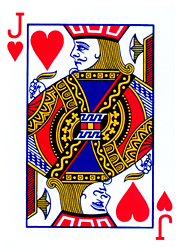
Carte au portrait anglais d’un jeu de poker.

Comme les autres valets, le valet de cœur représente un personnage, typiquement un homme en costume associé à l'Europe des XVIe et XVIIe siècles, peut-être un domestique, un cavalier à pied ou un écuyer. Les représentations régionales du valet de cœur, si elles sont relativement similaires, diffèrent néanmoins significativement sur les détails.
Dans les cartes vendues en France, le valet de cœur est un homme d'allure jeune, imberbe, aux cheveux blancs descendant sur la nuque. Son visage est légèrement tourné vers la gauche de la carte et un peu incliné. Ses habits sont rouges et bleus et il est coiffé d'un chapeau bleu. Le dos de sa main droite repose sur sa hanche. Les figures des cartes françaises sont à portrait double, symétriques par rapport à la diagonale, et le valet de cœur suit cette représentation. 
Dans les cartes anglaises, souvent utilisées au poker, le visage du valet de cœur est complètement de profil, tourné vers la gauche de la carte. Il possède une moustache et ses habits sont rouges, jaunes et noirs. Il tient dans la main une feuille ; une hallebarde est situé derrière sa tête, sur la droite.
Les cartes allemandes ressemblent aux cartes anglaises : le valet de cœur est un homme portant barbe et moustache, tenant une hallebarde ou une épée dans sa main gauche. Sa main droite est levée au niveau de sa poitrine, désignant sa main gauche. Cette représentation se retrouve, avec variations, dans l'Unter de cœur des cartes à enseignes allemandes. Elle est également utilisée pour le valet de cœur du tarot nouveau utilisé en France pour le jeu de tarot.
Les cartes italiennes faisant usage des enseignes françaises représentent le valet de cœur de diverses façons. Dans le jeu génois, il ressemble fortement au portrait français. Le jeu lombard le représente avec une moustache, le visage légèrement tourné vers la droite et un peu penché, les deux mains sur une lance. Dans le jeu piémontais, il est tourné vers la gauche, tenant une hallebarde dans sa main gauche. En Toscane, il est représenté en pied avec barbe et moustache blondes, une cape rouge, un habit vert, et des chausses rouges ; sa main gauche posée sur son épée, passée à sa ceinture ; sa main droite repose sur une masse, elle-même posée sur le sol.
Si la variante indique la valeur des cartes dans les coins, celle du valet de cœur est reprise en rouge par l'initiale du mot dans la langue correspondante (« V » pour « valet » en français, « J » pour « jack » en anglais, « B » pour « Bube » en allemand, etc.).
De façon unique, chacune des figures des cartes françaises portent un nom, inscrit dans un coin,. Le valet de cœur est appelé « Lahire ». Son origine est incertaine, mais il pourrait s'agir d'une référence à « La Hire », surnom d'Étienne de Vignolles, compagnon d'armes de Jeanne d'Arc.

## Historique
Les premières cartes à jouer éditées en Europe ne comportent aucune des enseignes rencontrées dans les jeux français contemporains. Les enseignes latines (bâtons, deniers, épées et coupes) sont probablement adaptées des jeux de cartes provenant du monde musulman,. Les enseignes françaises sont introduites par les cartiers français à la fin du XVe siècle, probablement par adaptation des enseignes germaniques (glands, grelots, feuilles et cœurs). Les enseignes françaises procèdent d'une simplification des enseignes précédentes, permettant une reproduction plus aisée (et donc un moindre coût de fabrication). L'enseigne de cœur est reprise des enseignes germaniques, mais fortement simplifiée. Les cœurs français dériveraient ainsi des coupes latines.
Les figures des premiers jeux de cartes européens sont le roi, le cavalier et le fantassin (« fante » en italien) ou valet. La plupart des jeux régionaux conservent cette distinction entre cavalier et valet (les jeux allemands, les désignent comme valet supérieur, Ober, et valet inférieur, Unter). Les jeux français remplacent parfois le cavalier par la dame mais conservent le valet.

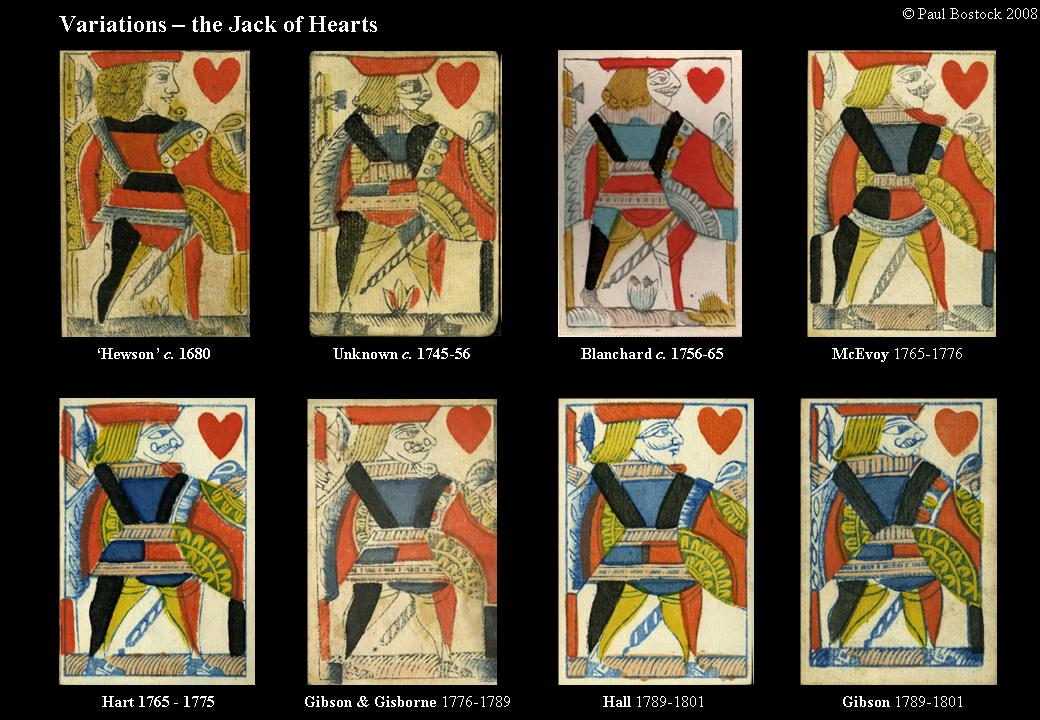
Variations sur le valet de cœur, cartes fabriquées en Angleterre entre 1680 et 1801.
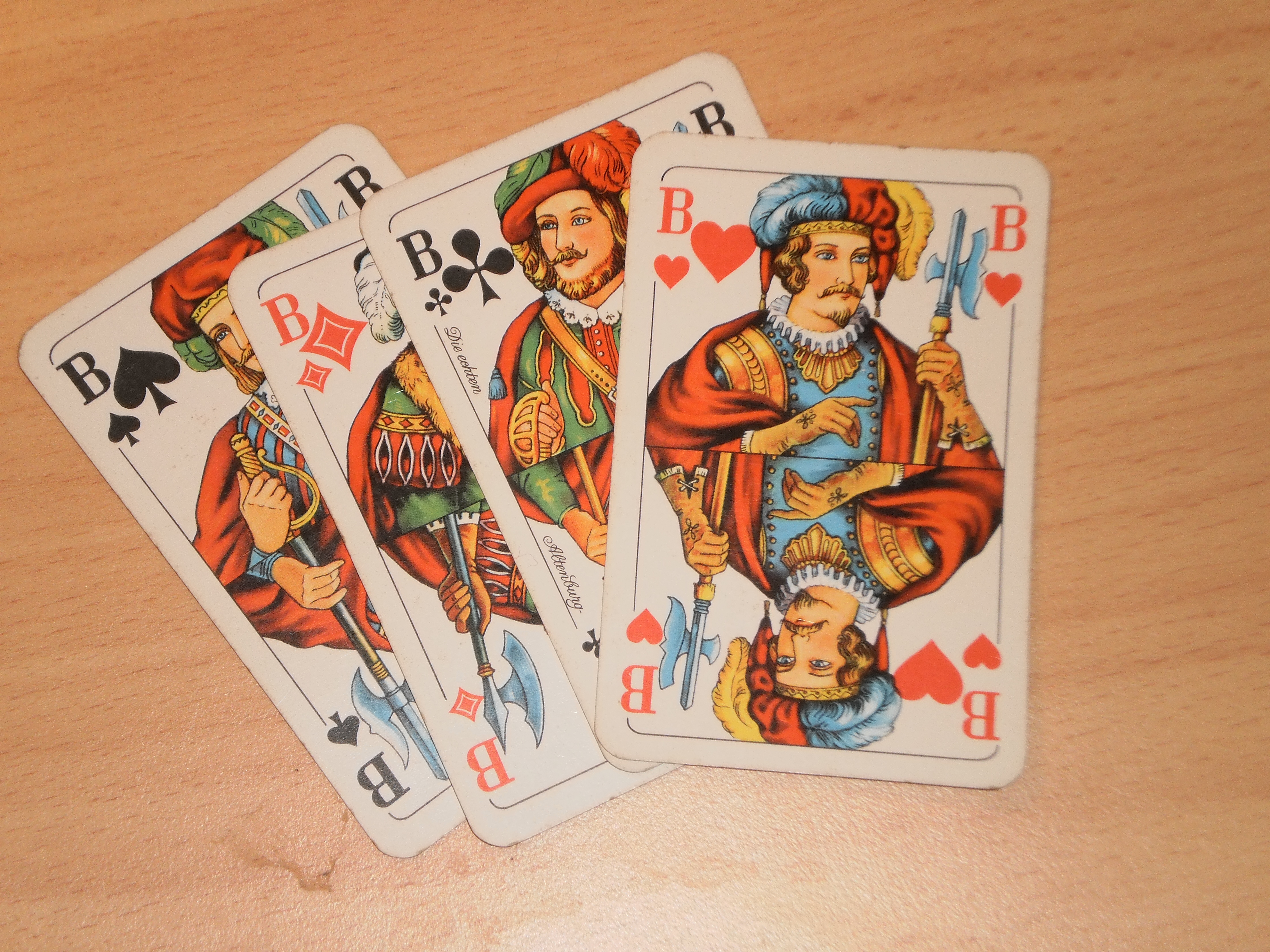
Quatre valets d’un jeu de skat au portrait allemand (valet de cœur à droite).

## Informatique
Le valet de cœur fait l'objet d'un codage dédiée dans le standard Unicode : U+1F0BB, « 🂻 ».